# キタムラサキウニ
キタムラサキウニ（北紫海胆、学名：Mesocentrotus nudus）は、オオバフンウニ科に属するウニの一種。本州北部から北海道の沿岸で普通にみられ、食用として最も流通するウニの一つ。英名はNorthern Sea Urchin。

## 特徴
成体の殻の直径は6から7センチメートル、棘の長さは2から3センチメートルくらい。棘は暗緑色、暗紫色、または暗褐色で、表面に細かい縦線がある。本種より南方に分布するナガウニ科のムラサキウニによく似ている。冷水性で、水温26から30℃以上では斃死する。

## 分布
相模湾より北、日本海側では島根県より北、北海道に分布する。日本以外では朝鮮半島、中国北部沿岸に分布する。

## 生態
生息域は潮間帯から水深180メートルくらいまで。受精後1日から2日でふ化し、プルテウス幼生と呼ばれる形態で植物プランクトンを食べながら1か月から2か月ほど海水中を漂って生活する。その後、海底に着底し、変態して0.5ミリほどの稚ウニとなる。若い個体は転石の下、成体は岩礁の上などに生息する。海藻、生物の破片、腐食物などを摂食する。餌が十分であれば2年目より産卵を開始する。産卵期は福島県や青森県では7月から10月頃、北海道では9月から10月頃。寿命は14年から15年程度。ムラサキウニと違い岩の穴の中へ入る習性はない。

## 利用
生殖巣（卵巣・精巣）を食用とする。大半は生で食されるが、蒸しウニや、塩ウニなどの加工品もある。福島県などではウニの貝焼きが有名。北海道では生殖巣は6月から8月頃に最も発達し、産卵期の9月から10月頃は禁漁となる。
磯焼け対策も兼ねて、廃棄野菜などを活用した養殖の試みもなされている。

## 地方名
ムラサキウニ、ノナ、クロカゼ、ガゼ。また魚市場などでは生殖巣の色から、エゾバフンウニを「赤」、キタムラサキウニを「白」と呼ぶ。

## 分類
分類についてはエキヌス目（Echinoida）（ホンウニ目と訳されていることがある）としている資料があるが、本項ではカマロドント目（Camarodonta）とした。